# Lachnomyrmex grandis
Lachnomyrmex grandis  (лат.) — вид муравьёв рода Lachnomyrmex из подсемейства Myrmicinae (Formicidae). Неотропика.

## Распространение
Центральная и Южная Америка (Гватемала, Колумбия).

## Описание
Среднего размера муравьи коричневого цвета (длина тела около 5 мм). Длина головы рабочих (HL) 0,94-0,96 мм, ширина головы (HW) 0,91 мм. Отличаются относительно крупными для своего рода размерами (другие виды около 3 мм), заметной метанотальной бороздкой, направленными вверх и назад проподеальными шипиками, и многочисленными длинными волосками на брюшке. Стебелёк между грудкой и брюшком состоит из двух узловидных члеников (петиоль и постпетиоль). На дорзуме постпетиоля около 10 волосков.
Вид был впервые описан в 1997 году колумбийскими энтомологами Ф. Фернандесом и М. Бэна (Fernández, F.; Baena, M. L.; Колумбия), а его валидный статус подтверждён в 2008 году американскими мирмекологами Роберто Ф. Брандао (Brandao, Carlos R. F.) и Родриго М. Фейтоза (Feitosa, Rodrigo M.) в ходе ревизии рода. Видовое название дано по признаку очень крупного размера (сравнительно других видов этого рода) от латинского слова grandis (большой).